# جاي أبوت ميلر
جاي أبوت ميلر (بالإنجليزية: J. Abbott Miller)‏ هو مصمم جرافيك أمريكي، ولد في 1963.